# Fort Nahargarh
El Fort Nahargarh és una antiga fortalesa a la vora de les muntanyes Aravalli, per damunt de Jaipur (ciutat), a 'estat de Rajasthan, Índia. Junt amb els forts d'Amber i Jaigarh formava la defensa de la ciutat de Jaipur. Fou construït el 1734 per Jai Singh II; el 1857 va servir de refugi pels europeus que fugien dels sipais; fou ampliat el 1868.
Nahargarh vol dir "Fort del Tigre" i hauria rebut el nom pel mític príncep Nahar, l'esperit del qual era com el del tigre; aquest esperit hauria obstaculitzat la construcció del fort. Actualment es troba en mal estat, fin i tot en ruïnes en algunes parts. Hi ha nou apartaments per les 9 dones del maharajà. La zona era el lloc on el maharajà anava sovint de cacera.

## Galeria d'imatges

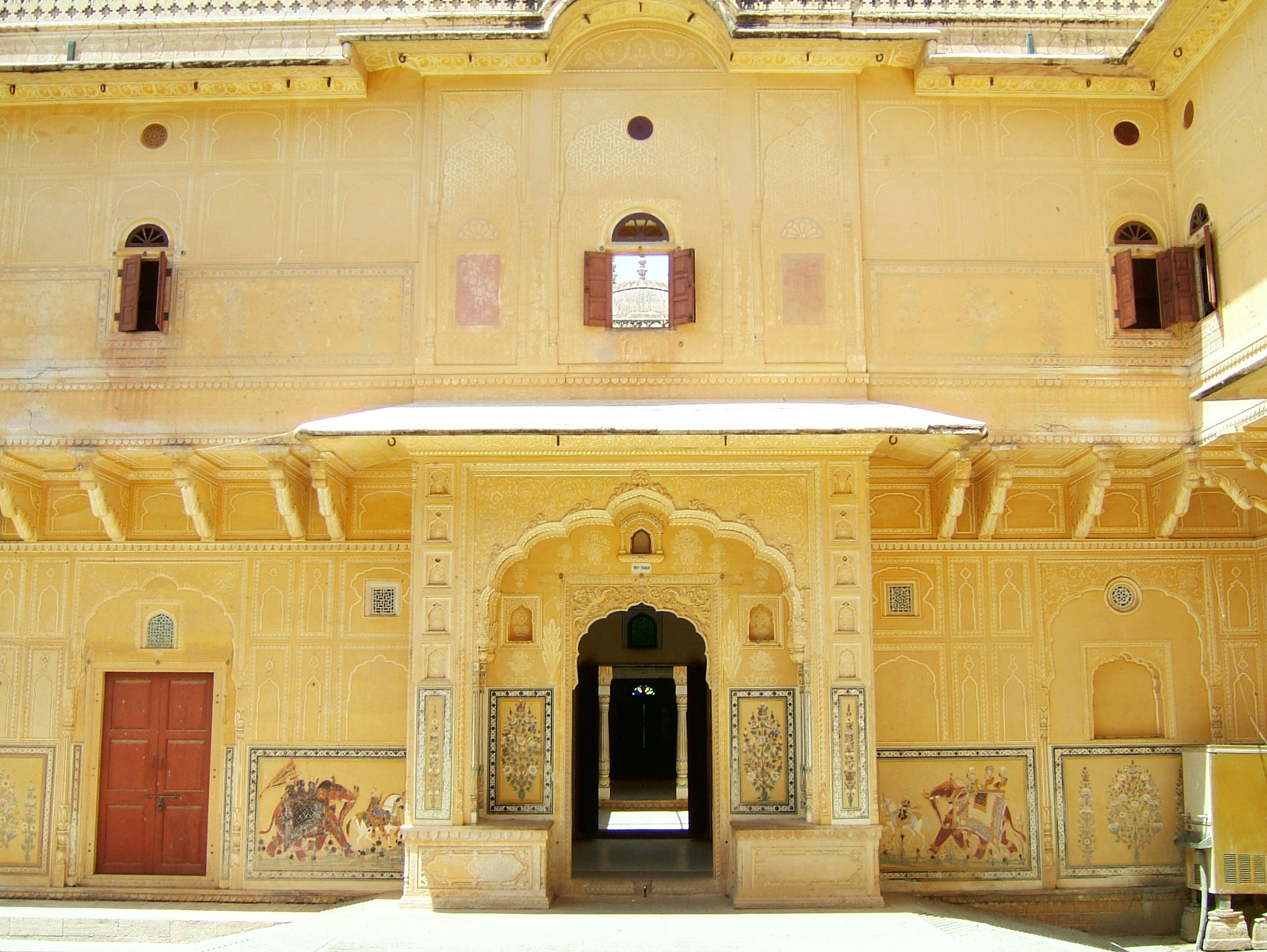
Nahargarh Fort
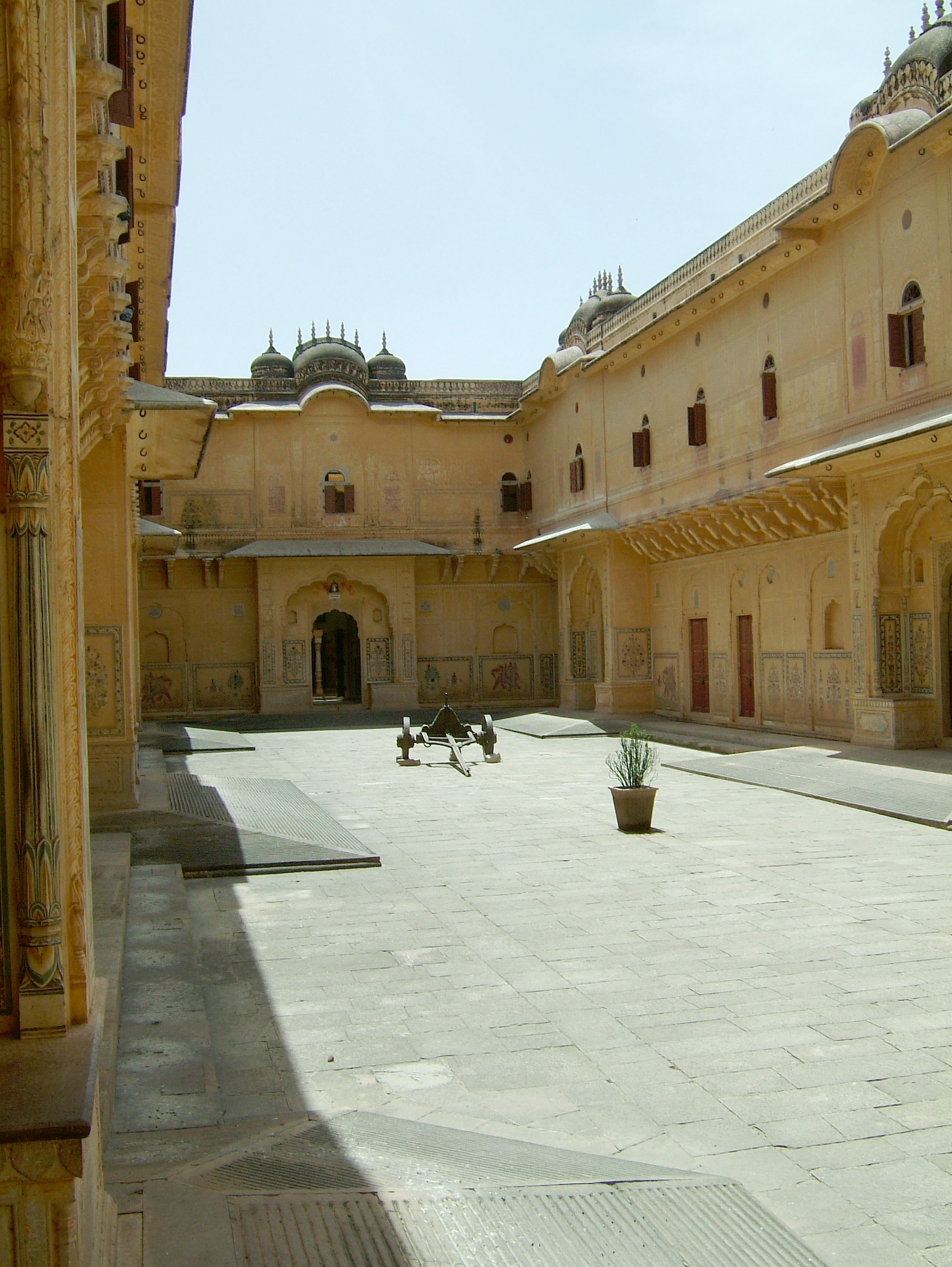
Nahargarh Fort
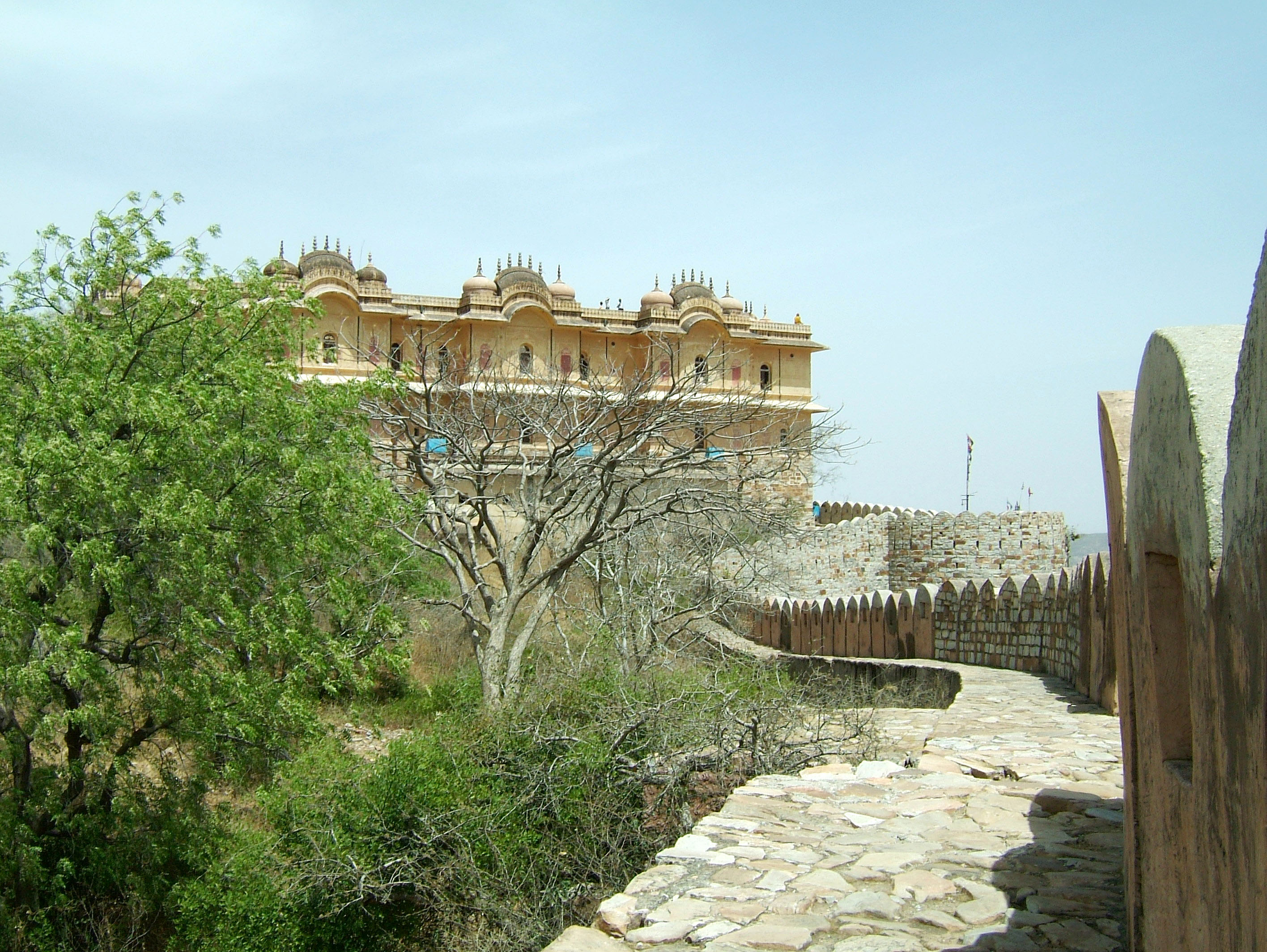
Nahargarh Fort